# Rute
Rute er en by og kommune i det sydlige Spanien i provinsen Córdoba. Den har et indbyggertal på 9.765 (2024) indbyggere.